# الاحواض العليا (الظهار)

تعديل مصدري - تعديل

الاحواض العليا محلة تابعة لقرية نعيمة، التابعة لعزلة الحوج القبلي بمديرية الظهار إحدى مديريات محافظة إب في الجمهورية اليمنية.، بلغ تعداد سكانها 171 حسب تعداد اليمن لعام 2004.